# 百火繚乱
「百火繚乱」（ひゃっかりょうらん）は、伊東歌詞太郎の楽曲。1作目のデジタル配信限定シングルとしてイザナギレコードより2017年9月13日に各音楽配信サービスにてリリースされた。

## 概要
伊東歌詞太郎初の配信シングルであり、イザナギレコードからリリースされた初の作品である。
今作は、ユニバーサルミュージックにより配信の委託が行われている。
今作は、「ふくしまYOSAKOIテーマソング」として書き下ろした楽曲となっている。

## 収録内容
| #         | タイトル     | 作詞・作曲   | 編曲          | 時間 |
| --------- | ------------ | ------------ | ------------- | ---- |
| 1.        | 「百火繚乱」 | 伊東歌詞太郎 | 棚橋 UNA 信仁 | 4:44 |
| 合計時間: | 合計時間:    | 合計時間:    | 合計時間:     | 4:44 |

## タイアップ
百火繚乱
「うつくしまYOSAKOIまつり おもてなし温楽彩」テーマソング